# حارة الشمسية (ذمار)
حارة حارة الشمسية هي إحدى حارات حي بمديرية مدينة ذمار إحد مديريات مدينة ذمار، بلغ تعداد سكانها 922 نسمة حسب تعداد اليمن لعام 2004.